# Apion meieri
Apion meieri är en skalbaggsart som beskrevs av Desbrochers des Loges 1901. Apion meieri ingår i släktet Apion, och familjen spetsvivlar. Arten är reproducerande i Sverige.